# تشيرابونجي
تشيرابونجي تكتب Cherrapunji أو Cherrapunjee هي مدينة في ولاية ميغالايا في شمال شرق الهند يعتبر هذا المكان من أكثر الأماكن رطوبة على كوكب الأرض.

## المناخ
يظهر الرسم البياني التالي التغييرات المناخية على مدار السنة في «زوهرا» بالهند؛ ب(الأحمر) درجات الحرارة درجة مئوية ، و (أزرق) هطول المطر بالسنتيمتر، وإلى أعلى تجد أشهر السنة من اليمين إلى اليسار بالأرقام:

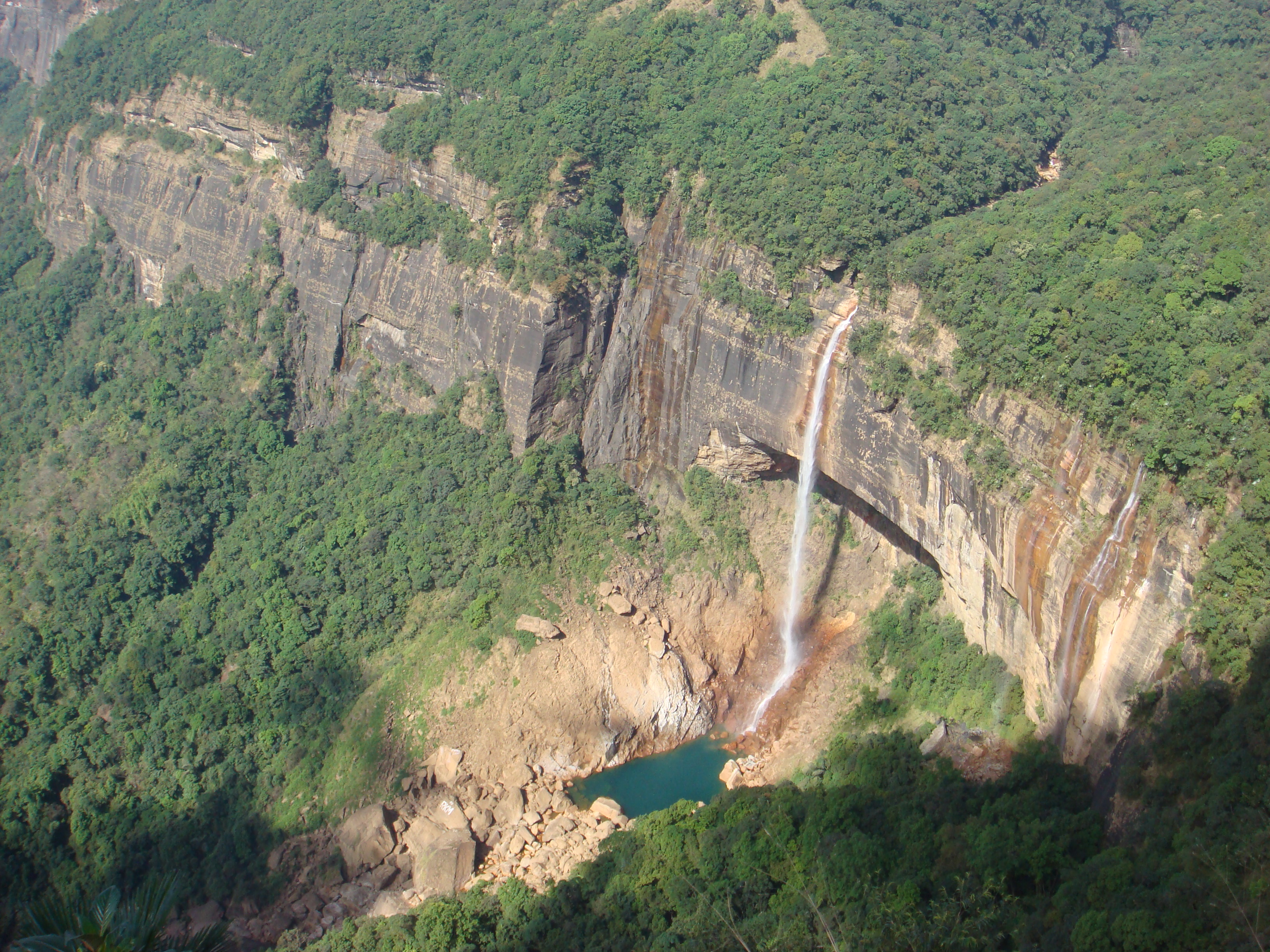
Nohkalikai شلال

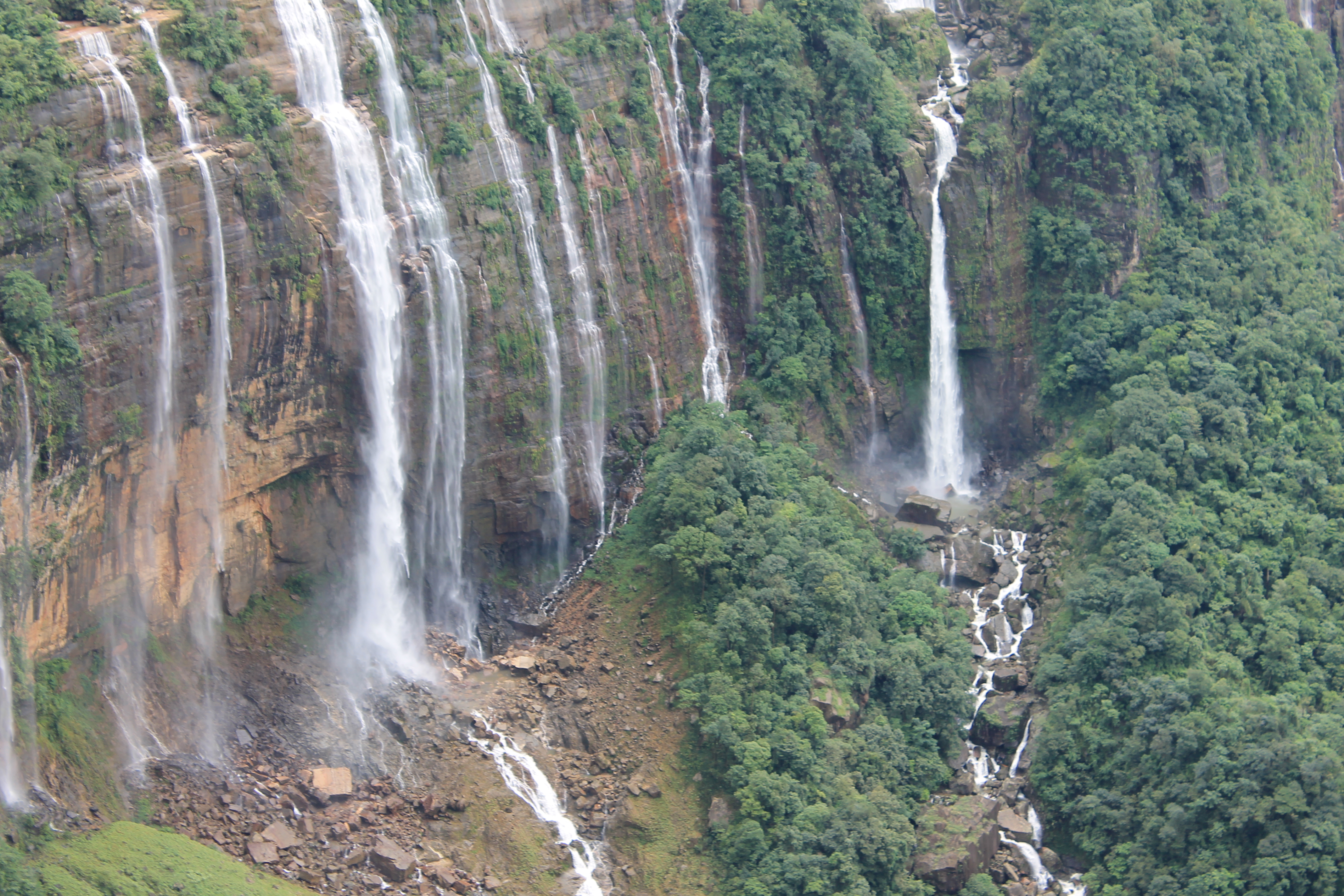
Seven Sisters' شلال الأخوات السبع

يظهر الجدول التالي التغييرات المناخية على مدار السنة لتشيرابونجي:
| البيانات المناخية لـتشيرابونجي                                              | البيانات المناخية لـتشيرابونجي | البيانات المناخية لـتشيرابونجي | البيانات المناخية لـتشيرابونجي | البيانات المناخية لـتشيرابونجي | البيانات المناخية لـتشيرابونجي | البيانات المناخية لـتشيرابونجي | البيانات المناخية لـتشيرابونجي | البيانات المناخية لـتشيرابونجي | البيانات المناخية لـتشيرابونجي | البيانات المناخية لـتشيرابونجي | البيانات المناخية لـتشيرابونجي | البيانات المناخية لـتشيرابونجي | البيانات المناخية لـتشيرابونجي |
| الشهر                                                                       | يناير                          | فبراير                         | مارس                           | أبريل                          | مايو                           | يونيو                          | يوليو                          | أغسطس                          | سبتمبر                         | أكتوبر                         | نوفمبر                         | ديسمبر                         | المعدل السنوي                  |
| --------------------------------------------------------------------------- | ------------------------------ | ------------------------------ | ------------------------------ | ------------------------------ | ------------------------------ | ------------------------------ | ------------------------------ | ------------------------------ | ------------------------------ | ------------------------------ | ------------------------------ | ------------------------------ | ------------------------------ |
| الدرجة القصوى °م (°ف)                                                       | 26.7 (80.1)                    | 28.9 (84.0)                    | 30.6 (87.1)                    | 28.3 (82.9)                    | 30.2 (86.4)                    | 29.2 (84.6)                    | 28.6 (83.5)                    | 29.5 (85.1)                    | 31.1 (88.0)                    | 29.9 (85.8)                    | 27.2 (81.0)                    | 24.5 (76.1)                    | 31.1 (88.0)                    |
| متوسط درجة الحرارة الكبرى °م (°ف)                                           | 15.7 (60.3)                    | 17.3 (63.1)                    | 20.5 (68.9)                    | 21.7 (71.1)                    | 22.4 (72.3)                    | 22.7 (72.9)                    | 22.0 (71.6)                    | 22.9 (73.2)                    | 22.7 (72.9)                    | 22.7 (72.9)                    | 20.4 (68.7)                    | 17.0 (62.6)                    | 20.7 (69.3)                    |
| المتوسط اليومي °م (°ف)                                                      | 11.5 (52.7)                    | 13.1 (55.6)                    | 16.5 (61.7)                    | 18.1 (64.6)                    | 19.3 (66.7)                    | 20.3 (68.5)                    | 20.1 (68.2)                    | 20.6 (69.1)                    | 20.2 (68.4)                    | 19.3 (66.7)                    | 16.4 (61.5)                    | 12.7 (54.9)                    | 17.3 (63.1)                    |
| متوسط درجة الحرارة الصغرى °م (°ف)                                           | 7.2 (45.0)                     | 8.9 (48.0)                     | 12.5 (54.5)                    | 14.5 (58.1)                    | 16.1 (61.0)                    | 17.9 (64.2)                    | 18.1 (64.6)                    | 18.2 (64.8)                    | 17.5 (63.5)                    | 15.8 (60.4)                    | 12.3 (54.1)                    | 8.3 (46.9)                     | 13.9 (57.0)                    |
| أدنى درجة حرارة °م (°ف)                                                     | −1.0 (30.2)                    | 0.3 (32.5)                     | 0.6 (33.1)                     | 3.9 (39.0)                     | 3.3 (37.9)                     | 9.2 (48.6)                     | 10.0 (50.0)                    | 6.0 (42.8)                     | 12.4 (54.3)                    | 7.8 (46.0)                     | 3.7 (38.7)                     | 1.7 (35.1)                     | −1.0 (30.2)                    |
| معدل هطول الأمطار مم (إنش)                                                  | 11 (0.4)                       | 46 (1.8)                       | 240 (9.4)                      | 938 (36.9)                     | 1٬214 (47.8)                   | 2٬294 (90.3)                   | 3٬272 (128.8)                  | 1٬760 (69.3)                   | 1٬352 (53.2)                   | 549 (21.6)                     | 72 (2.8)                       | 29 (1.1)                       | 11٬777 (463.4)                 |
| متوسط الأيام الممطرة (≥ 1.0 mm)                                             | 1.5                            | 3.4                            | 8.6                            | 19.4                           | 22.1                           | 25.0                           | 29.0                           | 26.0                           | 21.4                           | 9.8                            | 2.8                            | 1.4                            | 170.4                          |
| متوسط الرطوبة النسبية (%)                                                   | 70                             | 69                             | 70                             | 82                             | 86                             | 92                             | 95                             | 92                             | 90                             | 81                             | 73                             | 72                             | 81                             |
| المصدر #1: NOAA                                                             |                                |                                |                                |                                |                                |                                |                                |                                |                                |                                |                                |                                |                                |
| المصدر #2: India Meteorological Department (record high and low up to 2010) |                                |                                |                                |                                |                                |                                |                                |                                |                                |                                |                                |                                |                                |